# 拉蒙·德尔巴列-因克兰

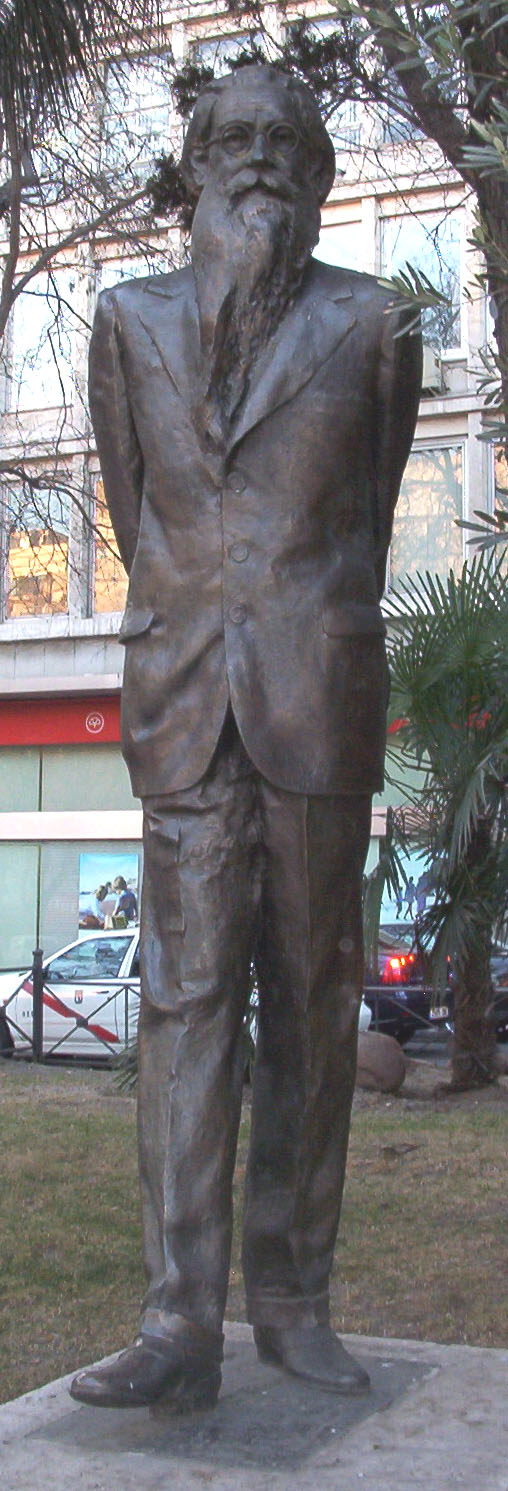
位于马德里雷科莱托斯大道的雕像，作者是弗朗西斯科·托莱多·桑切斯（1972年）

拉蒙·德尔巴列-因克兰（西班牙語：Ramón del Valle-Inclán，1866年10月28日—1936年1月5日）是加利西亚出身的西班牙剧作家、小说家和诗人，西班牙98世代的代表人物之一。

## 生平
出生于西班牙加利西亚的一个没落贵族家庭。他遵照父亲的意愿，在圣地亚哥-德孔波斯特拉大学学习法律。1889年，父亲去世后，他移居至马德里，担任新闻作家和评论家。1892年前往墨西哥，待了约一年多。1895年在西班牙出版了自己生涯的第一部小说《女性》。1899年，他在与人决斗时导致左手前臂骨折并受伤感染坏疽，被外科医生截去左臂。
他是频繁进出马德里各大咖啡馆的名流，以其高长的身躯，机智的话语，长发，长胡子，黑色大衣和单臂的形象而广为人知。
1902年至1905年，他发表了系列小说《四季奏鸣曲》。1932年，他当选马德里科学文化艺术神殿主席；1933年3月8日被任命为意大利罗马西班牙学院分院院长。1936年因恶性肿瘤病逝。
2016年，在巴列-因克兰诞辰150周年之际，他的一个孙子为他写了一本传记，揭示了他鲜为人知的另一面。比如，他实际上并非那么“贫困潦倒”，也没有遭受过那么多的苦难。1895年成为公务员，年薪约2000比塞塔。后期出版的小说销量较好，生活质量高于当时马德里的人均水平。他也不是左翼激进主义者，他实际上对议会制度有很大的不信任，不喜欢议会讨论和民主投票的政治形式。虽然《波西米亚之光》传达出死亡与宗教的主题，但他实际上是一位虔诚的天主教信徒。

## 风格
他的戏剧题材多以20世纪初西班牙历史场景为背景，历史人物为角色，以其粗野的语言、惊人的情节和特殊的结构为特色。创作风格独特，极具个人独创性，区别于传统典范，是文学现代主义的代表。
他早期的作品具有法国象征主义和现代主义特色，后来的作品风格更加激进，形成了自己的独创特色风格。他公然批评文学现实主义，对西班牙最着名的现实主义作家贝尼托·佩雷斯·加尔多斯发起了公然挑战。

## 主要作品
| 原标题                                         | 中文译名                   | 首版年份       | 备注 |
| ---------------------------------------------- | -------------------------- | -------------- | --- |
| Femeninas. Seis historias amorosas             | 《女性——六个爱情故事》     | 1895年         | 小说集 |
| Sonatas: Memorias del Marqués de Bradomín      | 《四季奏鸣曲》             | 1902年和1905年 | 《秋季奏鸣曲》（1902年） 《夏季奏鸣曲》（1903年） 《春季奏鸣曲》（1904年） 《冬季奏鸣曲》（1905年）             |
| El marqués de Bradomín. Coloquios románticos   | 《布拉多明侯爵》           | 1906年         | 戏剧 |
| Los cuernos de don Friolera                    | 《堂弗里奥莱拉之角》       | 1921年         | 怪诞戏剧 |
| Comedias bárbaras                              | 《粗野的喜剧》             | 1906年-1922年  | 《纹章的鹰》（Águila de blasón）1907年 《狼的罗曼史》（Romance de lobos）1908年 《银脸》（Cara de Plata）1922年 |
| Luces de bohemia                               | 《波希米亚之光》           | 1920年和1924年 | 怪诞戏剧（Esperpento）                                                                                          |
| Tirano Banderas                                | 《暴君班德拉斯》           | 1926年         | 反独裁小说 |
| Retablo de la avaricia, la lujuria y la muerte | 《贪欲，奢侈和死亡的群像》 | 1927年         | 戏剧集 |

## 图集

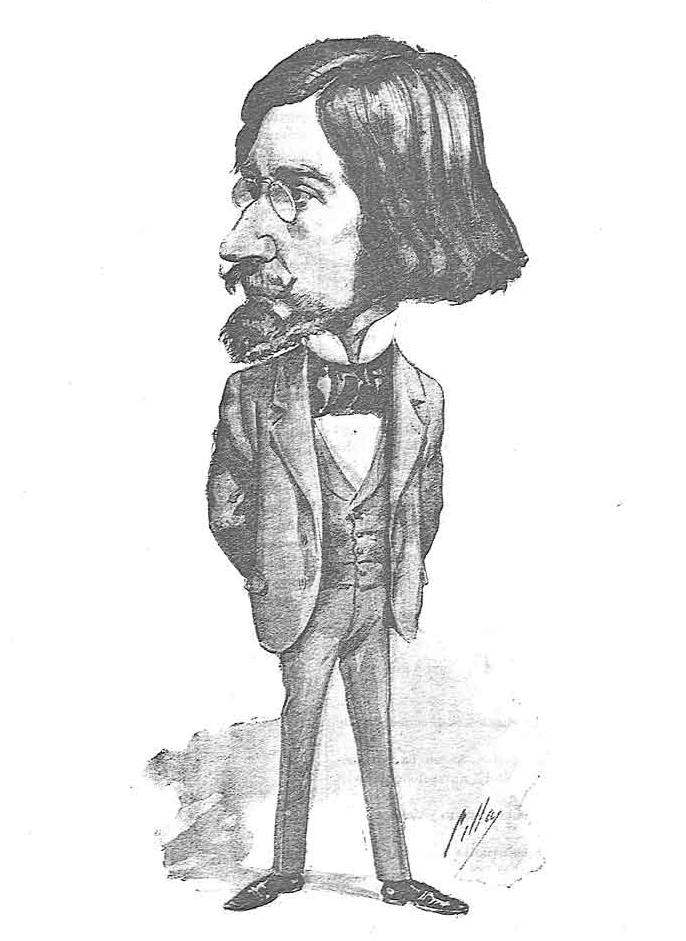
巴列-因克兰的讽刺画形象（拉蒙·西利亚，1897年）
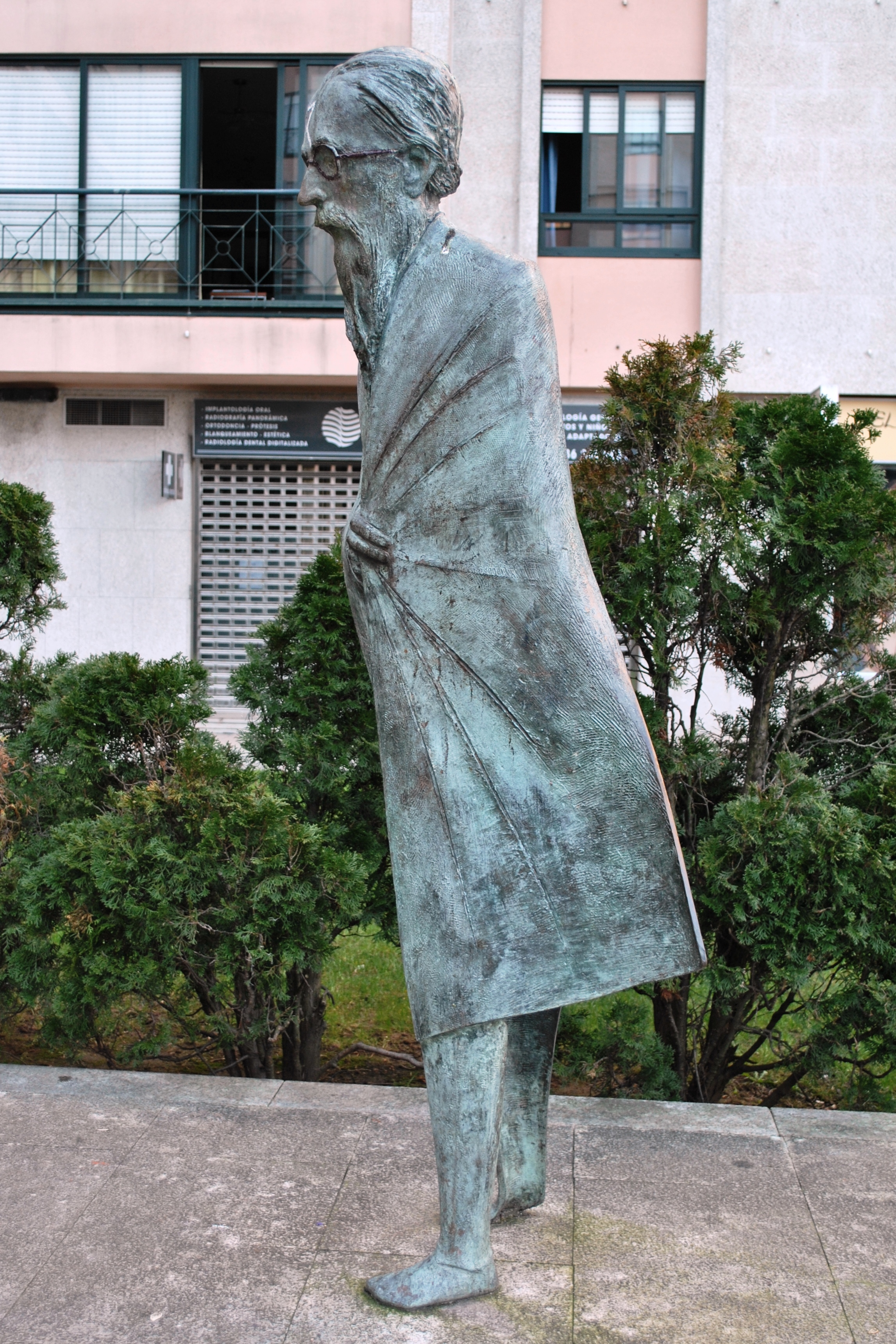
位于加利西亚维戈的雕像
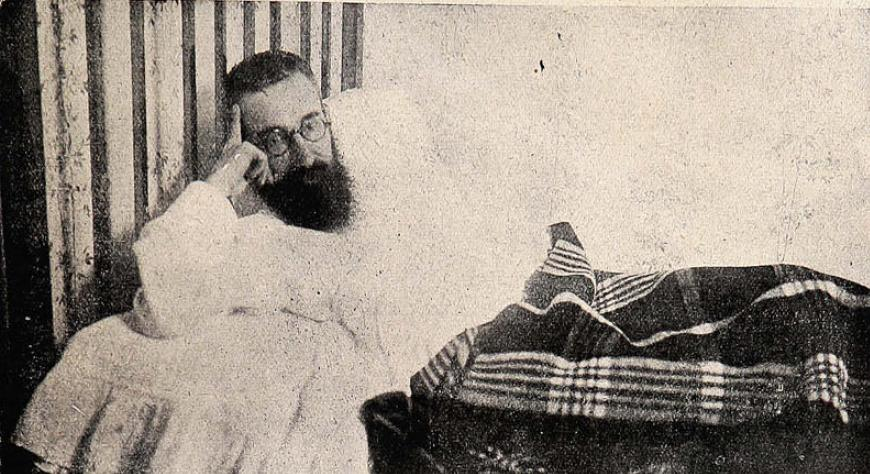
1910年在智利一本杂志上的照片
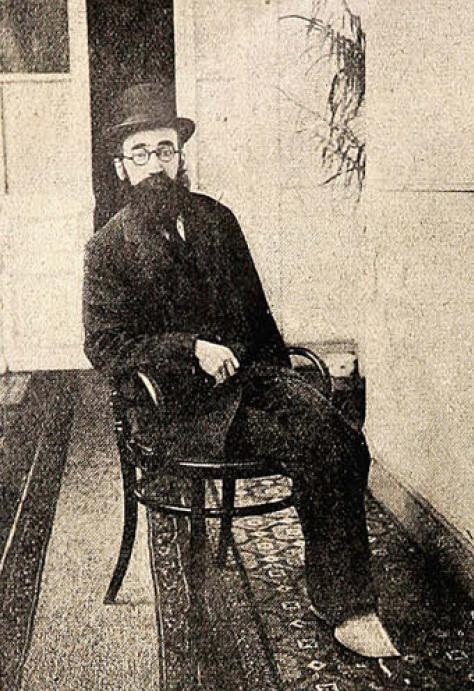
1910年经过智利时的照片